# یانه ساکسلا
یانه ساکسلا (فنلاندی: Janne Saksela؛ زادهٔ ۱۴ مارس ۱۹۹۳) بازیکن فوتبال اهل فنلاند است.
از فیلم‌ها یا برنامه‌های تلویزیونی که وی در آن نقش داشته‌است می‌توان به راز گرگ اشاره کرد.
از باشگاه‌هایی که در آن بازی کرده‌است می‌توان به باشگاه فوتبال رووانیمی پالوسئورا و باشگاه فوتبال هلسینکی اشاره کرد.
وی همچنین در تیم ملی فوتبال فنلاند بازی کرده‌است.